# كلاوديو فيرمن
كلاوديو فيرمن هو عالم اجتماع وسياسي فنزويلي، ولد في 1950 في باريناس في فنزويلا. نشط حزبياً في حزب العمل الديمقراطي. وقد انتخب عضو مجلس نواب فنزويلا ‏.